# Pieter de Bailliu
Pour les articles homonymes, voir Bailliu.

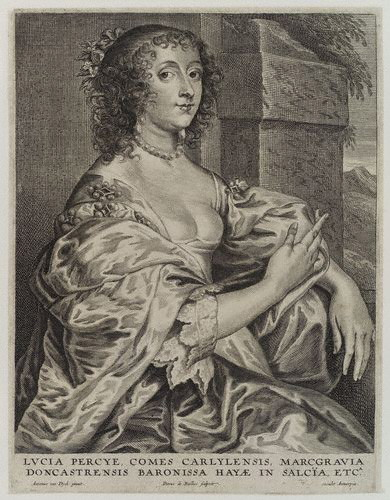
Lucy Hay, comtesse de Carlisle, d'après Antoine van Dyck.

Pieter de Bailliu (né en 1613 à Anvers et mort en 1660 dans la même ville) est un graveur flamand,.

## Biographie
Père des graveurs Peeter-Frans et Bernard de Bailliu, Pieter de Bailliu naît à Anvers en 1613. Il rejoint la Guilde de Saint-Luc de 1929 à 1930 et, l'année suivante, se rend en Italie pour perfectionner son travail de graveur. Il est actif à Rome de 1631 à 1637, date à laquelle il retourne dans sa ville natale. De 1640 à 1660, il grave plusieurs des œuvres des plus célèbres maîtres flamands, en particulier Rubens et Van Dyck. 

## Œuvre
Bien que sa renommée ne soit pas digne de celles de Vorsterman, Bolswert ou Pontius, ses estampes sont estimées parmi les spécialistes.

### Portraits
- Lodovico Pereira de Castro, envoyé à la paix de Münster.
- Claude de Chabot, envoyé à Münster.
- Johann Leuber, envoyé à Münster.
- Le Pape Urbain VIII.
- Jacob Backer, peintre néerlandais ; d'après Backer.
- Jan Bylert, peintre d'Utrecht ; d'après Jan van Bijlert.
- Albert, prince d'Arenberg ; d'après Van Dyck.
- Lucy, comtesse de Carlisle ; d'après Van Dyck.
- Antoine de Bourbon, comte de Morel ; d'après Van Dyck.
- Honoré d'Urfé, comte de Châteauneuf ; d'après Van Dyck.

### Sujets d'après divers maîtres
- Héliodore chassé du Temple ; d'après un dessin de P. van Lint, d'après Raphaël.
- Pietà ; d'après Annibale Carracci.
- Saint Michel vainquant le diable ; d'après Guido Reni.
- La Réconciliation de Jacob et Ésaü ; d'après Rubens.
- Christ priant dans le jardin ; d'après Rubens.
- La Madeleine mourante ; d'après Rubens.
- Le Combat des Lapithae ; d'après Rubens.
- La Sainte Famille ; d'après Theodore Rombouts.
- La Crucifixion ; d'après Van Dyck.
- La Vierge dans les nuages ; d'après Van Dyck.
- Renaud et Armide ; d'après Van Dyck.
- Suzanne et les Vieillards ; d'après Marten Pepyn.
- La Flagellation du Christ ; d'après Diepenbeeck.
- Christ couronné d'épines ; d'après Abraham van Diepenbeeck|Diepenbeeck.
- La Découverte de la vraie croix par sainte Hélène ; d'après P. van Lint.
- Théodose portant la vraie croix devant saint Ambroise ; d'après P. van Lint.
- Christ attaché au pilier, avec anges tenant les instruments de la Passion ; d'après J. Thomas.
- Lecture de saint Anastase ; d'après Rembrandt.